# Athripsodes quathlambae
Athripsodes quathlambae är en nattsländeart som först beskrevs av Barnard 1941.  Athripsodes quathlambae ingår i släktet Athripsodes och familjen långhornssländor. Inga underarter finns listade i Catalogue of Life.